# Apostolinnen (Mechelen)

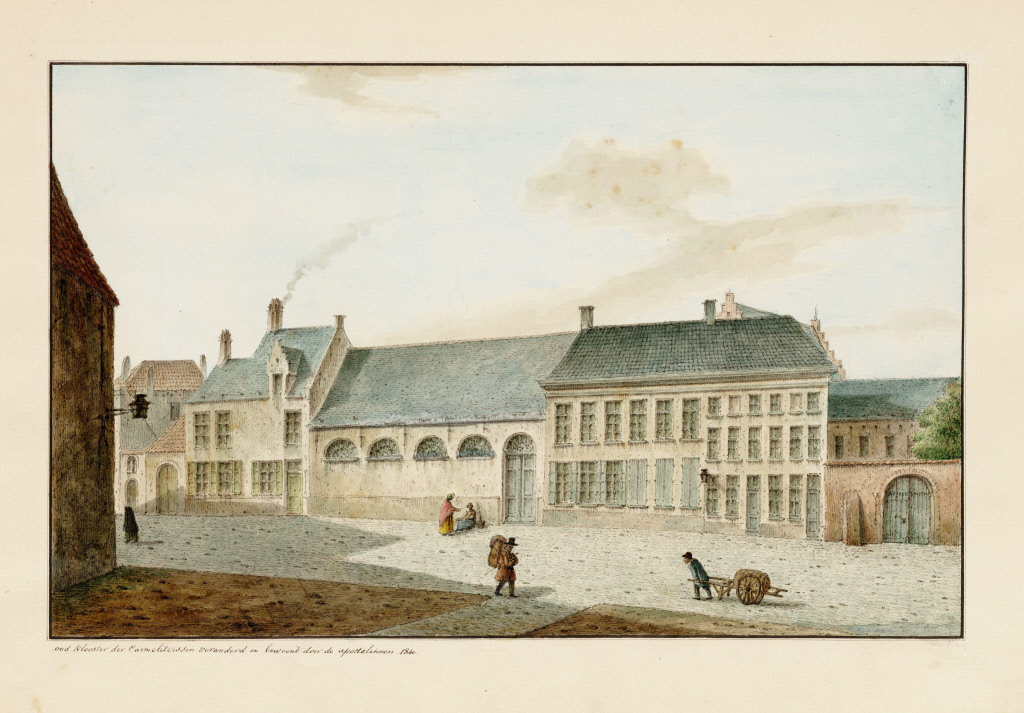
Zicht op het oude klooster der Karmelietessen, veranderd en bewoond door de Apostolinnen in 1840 (Jan-Baptist De Noter)

De Apostolinnen hadden vanaf 1691 een huis in Mechelen. Het was een van oorsprong Zuid-Nederlandse vrouwengemeenschap die eenvoudige geloften had afgelegd en onderwijs verstrekte aan arme meisjes.

## Geschiedenis
De Apostolinnen vestigden zich in 1691 in Mechelen, hun tweede vestiging na Brussel.

### Eerste huis
Na enige tijd waren zij in staat een erf te kopen in de Onze-Lieve-Vrouwstraat tussen de Oude Brusselsestraat en de Tesschestraat. De gemeenschap ontving vele postulanten, arme meisjes, en in 1747 telde het Mechelse huis al honderd zusters. Zij verzorgden kost en opvoeding voor arme meisjes. De gemeenschap haalde haar inkomsten uit de Mechelse kant die deze meisjes klosten. Het huis was dus even goed een werkplaats als een school. In 1750 lieten de Apostolinnen nieuwe gebouwen optrekken. Toen sloeg echter de economische crisis toe en in 1787 moest het principe van de kosteloze opvoeding worden opgegeven. Na de Franse bezetting slaagde de gemeenschap er nog enige tijd in te ontsnappen aan ontbinding met het argument dat ze geen echte kloosterorde waren. Maar na 1795 werden de gebouwen in de Onze-Lieve-Vrouwstraat toch aangeslagen, openbaar verkocht en daarna afgebroken.
De Mechelse Apostolinnen raakten daarna verstrooid, al bleef een kern in Mechelen aanwezig. 

### Oud Karmelietessenklooster
In 1834 konden de overgebleven Apostolinnen een deel van het voormalig Karmelietessenklooster in de Mechelse Sint-Jansstraat verwerven. Het jaar erop werd het huis officieel heropgericht. Vier zusters van het eerste huis en acht nieuwelingen ontvingen de sluier. Deze opnieuw gestichte gemeenschap nam strengere regels en een strengere tucht aan. Zo mochten de zusters hun echte naam niet behouden. In de loop van de 19e eeuw werd het hele klooster verbouwd. Door de Mechelse stadsarchitect Franciscus-Joannes Bouwens werd een nieuwe kapel ontworpen in neoclassicistische stijl. Uit de verdwenen kapel van het eerste huis werd een Christusbeeld (Christus op den kouden steen) van beeldhouwer Nicolaas van der Veken meegebracht. Er werd ook opnieuw een school geopend. De laatste zusters verlieten het klooster in de tweede helft van de 20e eeuw.

## Gebouwen
Op de site van het voormalig Karmelietessenklooster kwamen twee vrije scholen voor Buitengewoon Onderwijs en de gebouwen werden onherkenbaar gewijzigd. In de 19e-eeuwse kapel kwam een turnzaal. In de 21e eeuw kwam er een nieuwbouwsite waarin 18e- en 19e-eeuwe bouwelementen van het voormalig klooster zijn verwerkt.